# قطعنامه ۴۳۷ شورای امنیت
قطعنامه ۴۳۷ شورای امنیت سازمان ملل متحد که در تاریخ ۰۶ اکتبر ۱۹۷۸ تصویب شد، سندی بین‌المللی دربارهٔ لبنان است. این قطعنامه طی نشست ۲٬۰۸۹ام با ۱۵ موافق، ۰ مخالف و ۰ ممتنع تصویب شد.